# Draconarius colubrinus
Draconarius colubrinus är en spindelart som beskrevs av Zhang, Zhu och Song 2002. Draconarius colubrinus ingår i släktet Draconarius och familjen mörkerspindlar. Inga underarter finns listade i Catalogue of Life.